# Valdemar Bäckman
Frans Valdemar Alexius Bäckman, född 18 augusti 1891 i Göteborg, död 18 september 1967, var en svensk arkitekt. 
Bäckman, som var son till köpman Sven Bäckman och Anna Bäckman, utexaminerades från Chalmers tekniska institut 1921 och företog en studieresa till Tyskland samma år. Han var, efter anställning vid Göteborgs stads hamnstyrelse, verksam i Byggnadsfirman F.O. Peterson & Söner i Göteborg från 1940 och bedrev egen arkitektverksamhet. Han var ledamot av Svenska Arkitekters Riksförbund, Tekniska samfundet i Göteborg och Byggnadstekniska föreningen där.